# Якоб Фугер фон Кирхберг и Вайсенхорн
Якоб Фугер фон Кирхберг и Вайсенхорн (на немски: Jakob Fugger Graf von Kirchberg und Weissenhorn; * 19 януари 1606; † 24 август 1632 до Фюрт) e граф на Фугер-Кирхберг от линията „Лилията“ (фон дер Лилие).
Той е най-големият син (от 12 деца) на търговеца граф Йохан Фугер Стари-Кирхберг (1583 – 1633), господар на дворец Веленбург (в Аугсбург), Бос и Бабенхаузен, и съпругата му Мария Елеонора фон Хоенцолерн-Зигмаринген (1586 – 1668), дъщеря на граф Карл II фон Хоенцолерн-Зигмаринген (1547 – 1606) и графиня Еуфросина фон Йотинген-Валерщайн (1552 – 1590), дъщеря на граф Фридрих V фон Йотинген-Валерщайн († 1579). Внук е на търговеца граф Якоб III Фугер (1542 – 1598).
Братята му са Йохан Франц Фугер фон Кирхберг-Вайсенхорн в Бабенхаузен (1613 – 1668), граф Фугер, господар в Бабенхаузен, и Йохан Фугер-Кирхберг-Вайсенхорн във Велден (1618 – 1663), господар на Бос, Хаймертинген, Плес и Ледер.
Якоб Фугер фон Кирхберг и Вайсенхорн е убит на 26 години в битка близо до Фюрт на 24 август 1632 г.

## Фамилия
Якоб Фугер фон Кирхберг и Вайсенхорн се жени 1632 г. за Юлиана Сидония Фугер фон Кирхберг и Вайсенхорн (* 13 януари 1604; † 29 август сл. 1632), дъщеря на фрайхер Траян Фугер фон Кирхберг и Вайсенхорн-Унтерзулментинген (1571 – 1609) и фрайин Регина фон Фрайберг († сл. 1606). Те имат една дъщеря:
- Мария Юлиана Фугер фон Кирхберг и Вайсенхорн (1633 – 1678), омъжена на 19 октомври 1670 г. в Аугсбург с Волф Лудвиг фон Геминген (* 1652; † 24 октомври 1691, Хаймсхайм), син на Волф Вилхелм фон Геминген (1622 – 1668) и Анна Регина Хундбис фон Ратценрид († 1668). Той се жени втори път на 7 януари 1679 г. с Фелицитас Юлиана фон Калтентал (1655 – 1709)